# Rise of Nations
Rise of Nations es un videojuego de estrategia en tiempo real desarrollado por Big Huge Games y creado por Brian Reynolds. El 28 de abril de 2004 se publicó su expansión, Rise of Nations: Thrones and Patriots y diez años después (2014) se publicó la remasterización del juego como descarga digital bajo el nombre de Rise of Nations: Extended Edition.
Rise of Nations se caracteriza por la construcción de ciudades, requisito para el comercio y la construcción de algunos edificios. Los recursos (comida, riqueza, madera, metal, conocimiento y petróleo) son inagotables, pero hay un número limitado de recolectores por fuente de recurso.
Además, incluye una campaña especial, "A la conquista del mundo", que permite conquistar todo el planeta. En este modo, el jugador tendrá la posibilidad de forjar alianzas con otras civilizaciones. Además, por cada territorio obtenido, el jugador podrá hacer suyos recursos únicos, y bonus cards con los que contará a la hora de jugar un nuevo escenario dentro de la partida.

## Modo de juego
El jugador empieza controlando una civilización la cual tiene que atravesar 8 diferentes edades que recorren la historia humana, ganando recursos, haciendo alianzas, y destruyendo al enemigo. Un edificio crucial para el juego es la biblioteca, la cual desarrolla diferentes tipos de tecnologías,y también puede avanzar de edad. Cada edad brinda diferentes tipos de unidades y tecnologías que pueden variar según la civilización escogida. Para avanzar de edad se necesita un número mínimo de tecnologías investigadas en la biblioteca, y un costo cada vez más caro. A partir de la edad Clásica se necesitará conocimiento. Cuando todas las tecnologías de la biblioteca sean completadas, aparecerán 4 diferentes tecnologías de futuro que tienen un coste bastante alto pero ayudan mucho al jugador. Estas son:
- Escudo antimisiles: Los misiles enemigos no explotaran en tu territorio.

- Gobierno mundial: Las victorias por cronómetro, las adaptaciones de ciudades y las eliminaciones por capital son instantáneas.

- Prosperidad mundial: Aumenta al máximo el límite de comercio y aumenta cada uno de los recursos en 25%. Permite las últimas tecnologías del aeropuerto, es decir, crear bombarderos B2 invisibles, y jets futuristas del tipo F/A 35.

- Inteligencia Artificial: Las unidades se construyen instantáneamente.

### Un jugador
En el modo un jugador se juega contra la PC:
- Campaña: Hay una sola campaña, que es "A la conquista del mundo", que trata de conquistar el mundo en forma de tablero y a turnos. Se pueden formar alianzas y por cada territorio se obtiene un bonus:

- Centro de suministros: Al conquistar un territorio con uno, se te agrega un ejército adicional para poder jugar.
- Recurso raro: Al tomar un territorio con cualquiera de ellos tendrás sus beneficios en futuras batallas o durante el juego con varias características.
- Maravillas: La campaña no empieza con maravillas, pero los enemigos, aliados, y hasta tu mismo pueden construirlas, brindan un beneficio único de cada una, y si se enfrenta al enemigo en un territorio con maravilla, el enemigo tendrá la maravilla, y viceversa.
- Cartas Bonus: Se pueden adquirir, comprando o por conquistas, cartas especiales que pueden ayudar eficazmente al jugador, tanto antes como durante una batalla. Ej: Una carta de Sabotaje reduce los niveles de fuerza enemiga antes del ataque, una carta de Mercenarios brinda más tropas durante una batalla.

- Partida estándar Se juega una partida de 1 hasta 7 jugadores controlados por el PC, se puede elegir el tipo de mapa con que jugar, el límite de población (de 50 hasta 200), la edad inicial y la edad final, etc. Hay diferentes modos de juego a escoger, cada uno diferente: Diplomacia (Todos empiezan en paz, pero puede variar según avance la partida), Equipos de 2 o 4 (Los jugadores ya comienzan aliados en equipos), ¡Bárbaros! (Todos contra uno), etc.

- Cargar escenarios Se cargan escenarios creados desde el editor.

## Recursos básicos
En Rise of Nations contamos con 6 tipos de recursos básicos, a saber: comida, madera, riqueza u oro, conocimiento, metal y petróleo. No todos los recursos estarán disponibles desde el comienzo del juego, ya que por ejemplo, en las primeras edades el hombre aún no había inventado las máquinas, por lo tanto, el Petróleo no se puede extraer aún. El pescado se puede explotar al igual que las granjas, sin embargo, tiene la particularidad de otorgarnos +10 de comida y +10 de riqueza
- Alimentos: El recurso básico para la fabricación de ciudadanos y tropas. Mientras más ciudadanos haya trabajando en las granjas, más recursos se conseguirán. El alimento también es requerido, en gran cantidad en las primeras eras, para el desarrollo de las primeras investigaciones, y para todas las investigaciones cívicas.

- Madera: La madera se requiere para la mayoría de los edificios, para la investigación del comercio, para importantes mejoras en las universidades, y para construir granjas. A medida que avance el juego, el jugador necesitará la madera para la construcción de las unidades más avanzadas.

- Riqueza: La riqueza (en otros juegos de estrategia conocida como “oro”) es extremadamente importante en la creación de nuevos “Eruditos” para llenar las universidades. También se utiliza para la investigación de la ciencia y para ciertas unidades militares. Se obtiene a partir del comercio entre las ciudades del jugador o las de sus aliados. La riqueza es también un poco más flexible que los otros recursos, puesto que puede ser utilizada para comprar mercancías en el mercado, y se puede vender otros recursos para conseguirla. Además, el jugador recibirá riqueza por los impuestos (taxation). Mientras más territorio controle, mayor porcentaje de impuestos obtendrá. Las mejoras en los impuestos se pueden realizar en los templos.

- Conocimiento: Cuanto más rápidamente se produzca conocimiento, más rápidamente se avanzará. Solamente las tecnologías de la biblioteca requieren conocimiento, pero este recurso se obtiene más lentamente que los demás y todas las nuevas tecnologías dependen del incremento de las investigaciones en la biblioteca. El jugador no puede comprar conocimiento en el mercado y no es probable encontrarlo en ruinas (Lugares que al descubrirlos proporcionan recursos)

- Metal: El metal se utiliza sobre todo para las unidades militares avanzadas, como navíos, aviones y vehículos. Por lo tanto, el jugador deberá posicionarse rápidamente en las montañas más grandes, de modo que pueda recolectar el suficiente metal para la construcción de su ejército.

- Petróleo: El petróleo solamente estará disponible a partir de la Edad Industrial y es un recurso crítico, requerido por casi todas las unidades de gran alcance de las últimas edades, incluyendo los misiles nucleares y las unidades aéreas. Cada refinería aumenta el nivel máximo de recolección de petróleo.

## Recursos poco comunes
A los recursos básicos, ya mencionados anteriormente, podemos añadir 30 recursos raros. Estos recursos raros le darán al jugador que los controle la posibilidad de mejorar en ciertos ámbitos de la ciencia, la tecnología militar, el comercio o las investigaciones cívicas, y un aumento en la producción máxima de ciertos recursos, además de otros beneficios, como por ejemplo, el aumentar sus fronteras nacionales.
Un ejemplo de estos sería por ejemplo, la explotación de "gemas" que otorga +10 de riqueza, +10 de conocimiento, y +2 de fronteras nacionales.
Estos tipos de recursos podrán ser aprovechados por un solo jugador (junto a sus aliados, en el caso de partidas multijugador).
Los treinta recursos raros y sus beneficios en el juego son los siguientes:
- Algodón (+20 madera) El tiempo de producción de las barracas, establos y puertos se reduce en 25%

- Aluminio (+30 metal, +30 Petróleo) El tiempo de producción de las granjas, establos y puertos se reduce en 25%

- Ámbar (+10 riqueza, +10 madera) Precios de venta en el mercado +10 y precios de compra -10.

- Azúcar (+12 comida, +12 madera) Todos los costos de comida reducidos en 10%

- Ballenas (+10 comida, +10 metal) Velocidad de producción en el puerto incrementada en 20%

- Bisontes (+20 comida) Costos de investigaciones en el granero reducidos en 33%

- Caballos (+10 comida, +10 metal) Costos de las unidades de los establos reducidos en 15%

- Carbón (+22 conocimiento, +22 metal) Todos los costos de madera reducidos en 25%

- Caucho (+30 madera, +30 petróleo) Costos de las unidades en las fábricas de tanques reducidos en 15%

- Cítricos (+10 comida, +10 madera) Los barcos se curan automáticamente en el mar.

- Cobre (+20 metal) Las unidades de las fábricas de asedio y puertos reciben 20% más en puntos de vida.

- Diamantes (+20 riqueza) Límite de comercio incrementado en 10%

- Especias (+10 comida, +10 conocimiento) Ingresos por caravana incrementados en 20%

- Gemas (+10 riqueza, +10 conocimiento) Fronteras +2.

- Lana (+10 madera, +10 conocimiento) Los ciudadanos se crean 33% más rápido y son 15% más baratos.

- Mármol (+10 madera, +10 metal) Costo de las maravillas reducido en 10%

- Obsidiana (+10 conocimiento, +10 metal) Arqueros, torres, fortalezas y ciudades tienen +1 de ataque.

- Pieles (+10 comida, +10 metal) Costos de investigaciones militares reducidos en 25%

- Papiro (+10 conocimiento, +10 madera) Costos de investigaciones científicas reducidos en 25%

- Pavo real (+10 riqueza, +10 metal) Límite de población aumentado en 10%

- Plata (+10 riqueza, +10 metal) Costos para avanzar de edad reducidos en 15%

- Reliquias (+20 conocimiento) Se reducen los tiempos de investigaciones y mejoras en 33%

- Sal (+10 madera, +10 metal) Costos de creación de tropas en las barracas reducidos en 15%

- Seda (+10 madera, +10 riqueza) Costos de las investigaciones comerciales reducidos en 25%

- Sulfuro (+15 riqueza, +15 metal) Costos de las unidades de asedio reducidos en 20%

- Tabaco (+10 riqueza, +10 conocimiento) Los ciudadanos construyen edificios y maravillas 10% más rápido.

- Tinte (+10 riqueza, +10 conocimiento) Costos de investigaciones cívicas reducidos en 25%

- Titanio (+30 comida, +30 petróleo) Desgaste en territorio enemigo reducido en 50%

- Uranio (+30 conocimiento, +30 petróleo) Creación de misiles nucleares 10% más rápida y 5% más barata.

- Vino (+10 comida, +10 conocimiento) Costos de las mejoras a todas las unidades reducidos en 20%

Nota: Existen otros recursos raros solo disponibles en "Campaña A La Conquista Del Mundo" en su expansión Rise Of Nations Thrones And Patriots, como por ejemplo el incienso en la de "Napoleón" o el ron y el ganado en la del "Nuevo Mundo" y "Guerra Fría", respectivamente.

## Edades
- Edad Antigua (Origen de los tiempos-701 a. C.) La edad inicial en el juego. La edad antigua ofrece solamente tropas a pie y torres defensivas. Las ciudades no pueden aumentar de tamaño, y el conocimiento y el metal todavía no existen.

- Edad Clásica (700 a. C.–500) Los establos, las fábricas, y las fortalezas se pueden construir, agregando mayor poder de ataque. Las ciudades aún no aumentan de tamaño. Se introducen el conocimiento y el metal, y Las universidades y las minas pueden ser construidas.

- Edad Media (501–1299) Las fortalezas se convierten en castillos, y las catapultas se pueden aumentar a “trabucos” (poderosa arma de asedio), que tienen mayor alcance. Las ciudades pueden aumentar su tamaño, para esto se necesitan 5 tipos de edificio en su área de influencia o "radio económico" También, el carro de suplementos se introduce como unidad (junto con los espías). Todos los tipos de unidades pueden recibir mejoras. En la edad medieval se consigue atacar más fácilmente y sitiar ciudades más grandes.

- Edad de la Pólvora (1300–1715) La introducción de Arcabuceros, Bombardas, y Dragones (caballería armada) equilibra la balanza hacia el ataque. La introducción de la pólvora es uno de los progresos más significativos de la historia, y del juego. El conseguir aquí conquistas positivas podría determinar el juego en su favor.

- Siglo de las Luces (1716–1880) Primeras mejoras con armas de fuego para la Infantería pesada. Todas las unidades ganan mejoras significativas, especialmente el cañón, el que tendrá un papel preponderante de ahora en adelante.

- Era Industrial (1881–1935) Un momento dominante en historia y en el juego, con nuevo recursos únicos introducidos. El petróleo se convierte en una materia necesaria. Compensando esta adición a la economía, aparecen los tanques y los aeroplanos, máquinas que definieron las guerras modernas.

- Edad Moderna (1936–1968) Las formas primitivas de las unidades introducidas en la edad industrial ahora se convierten en armas potentes de la guerra, como tanques, aviones caza, Bombarderos, y Misiles tácticos disponibles. Las primeras armas nucleares hacen su primera aparición en esta era.

- Siglo de la Información (1969-actualidad) Todas las mejoras modernas a la economía, la tecnología, y la investigación militar están disponibles ahora, incluyendo Bombarderos invisibles, Misiles Balísticos Intercontinentales (ICBM’s por sus siglas en inglés), y poderosos tanques de batalla. Una vez que todas las tecnologías convencionales han sido investigadas, aparecen tecnologías adicionales especiales, las que forzarán a los jugadores a llegar a un final dramático.

## Civilizaciones
- Alemanes: Tiene el Poder de la Industria, muy buena nación para empezar a aprender a jugar. Desde la Era Antigua puedes construir graneros, aserraderos e industria del metal, sus actualizaciones son un 50% más baratas. En la Edad Industrial, al construir un aeropuerto, obtienes 2 aviones caza gratuitos. Militarmente es muy completa; desde la Era Clásica hasta la Edad de la Pólvora, obtienes infantería pesada especial. En la era moderna, obtienen MG-42 (cambiada por ametralladoras normales), Volksgranadiers (infantería ligera) y Tanques Tiger y Leopard en las dos últimas eras.

- Aztecas: Tienen el Poder del Sacrificio. Conocidos por sus guerras florales en busca de gente para sacrificar y dar ofrenda a los dioses, obtienen una bonificación de recursos por cada unidad que eliminen. Sus atlates reemplazan a los honderos y jabalineros en las 3 edades iniciales, en las edades más modernas pueden crear a la Infantería Jaguar, estos últimos representan un supuesto futuro de las tropas aztecas.

- Bantúes: Pueblo africano, a causa de la difícil vida en el continente africano, deben ir migrando constantemente. En el juego, esto se traduce en que pueden construir una ciudad extra (por sobre el límite) y son un 75% más baratas. Tienen el Poder de la Migración. Obtienen 100% mayor población que el resto de las naciones. Sus unidades de cuartel y sus ciudadanos son más rápidos. Las mejoras en las unidades militares no requieren de la investigación militar principal. Sus Umpakatis reemplazan a los honderos y en edades avanzadas pueden construir los Cazas Halcón.

- Británicos: Tiene el Poder del Imperio. Límite de comercio más 25%. Recibes el doble de ingresos del sistema tributario. Los navíos se crean un 33% más rápido. Recibes las mejoras de los arqueros a pie gratis. Aumenta en 2 el alcance de fuertes y torres. La creación de unidades y construcciones antiaéreas es un 25% más barata y un 33% más rápida. Es la civilización con la que se realizan todos los tutoriales del juego.

- Chinos: Tienen el Poder de la Cultura, ya que sus investigaciones científicas son un 20% más baratas. Además como el país con la mayor población en el mundo, sus comerciantes, rutas comerciales y ciudadanos se crean de forma instantánea. Como dueños de la pólvora, a comienzos de la Edad Media pueden crear Lanzas Incendiarias en lugar de los mosqueteros o arcabuceros, Las lanzas incendiarias atacan a distancia, provocando efectos terribles al enemigo. En las últimas edades, pueden crear a la Infantería Manchú que son más baratos y más resistentes.

- Coreanos: Tienen el Poder de la Tradición. Comienzas con un templo y recibes las mejoras gratis. Tienes 1 ciudadano adicional, 3 con la siguiente ciudad y 5 cinco por ciudades futuras. Las reparaciones son un 50% más rápidas. Pueden reparar construcciones atacadas sin ser penalizados. Las mejoras de Milicia, Miliciano y Partisano son gratis. Las torres son un 33% más baratas.

- Egipcios: Tienen el Poder del Nilo. Son una civilización comercial, por lo que su fuerte es la producción de comida y riqueza, ya que pueden construir 2 granjas adicionales a diferencia de las otras demás naciones (5). También empiezan con un granero que aumenta aún más la producción de alimentos y cada granja produce +2 riquezas. Como amos del tiempo, pueden construir maravillas una era antes de las demás civilizaciones (como las Pirámides o el Coloso). Su fuerte militar es la caballería tanto ligera como la arquería en movimiento. Pueden incluso construir 2 maravillas en la misma ciudad.

- Españoles: Tienen el Poder del Descubrimiento, debido a que descubrieron las Américas, Australia y Filipinas, además de dar la vuelta al mundo por primera vez. Empiezan con dos exploradores y comienzan con el mapa explorado. Consiguen más recursos de las ruinas y la investigación. Los exploradores tienen más habilidad y se mejoran gratis. Hasta la Era Industrial, por cada nuevo puerto reciben un barco pesado.

- Franceses: Tienen el Poder del Liderazgo. Un general gratis por cada fuerte. Los vagones de suministro cura tropas, recibes uno por cada fabrica o fábrica de armas de asedio. Creación de unidades de fábrica de arma de asedio es un 25% más barata y un 50% más rápida, unidades también más rápidas. Aserradero y mejoras gratis. +2 ciudadanos son leñadores. Aumenta un 10% el límite de comercio de madera.

- Griegos: Tienen el Poder de la Filosofía. Los griegos son una civilización tanto comercial como guerrera; su fuerte está dado al conocimiento (recurso), que lo obtienen una edad antes que las demás naciones y tienen una universidad adicional con 2 académicos extras. Todas las actualizaciones son un 100% más rápidas y 50% baratas no relacionadas con el conocimiento. Su fuerte militar está dado a la caballería pesada. En la campaña de Alejandro se llaman Macedonios.

- Incas: Tienen el Poder del Oro. Además de metal, tus minas producen riqueza. Límite de comercio de riqueza +33%. Cuando un enemigo mata a una unidad se te devuelve un 25% del coste original.

- Japoneses: Tienen el Poder del Honor, la construcción de navíos es un 20% más rápida y barata, además las granjas son un 50 a 75% más baratas. Tienen desde la Era Clásica, infantería pesada especial, incluyendo los samuráis y samuráis armados, (en la cuarta edad), con unos mosquetones muy potentes.

- Mayas: Tienen el Poder de la Arquitectura. Ciudades, torres, fuertes entre otros disparan flecha adicionales, se aplica a ciudades sin guarnición. Las ciudades son un 50% más resistentes y su construcción es un 50% más rápida. Las construcciones cuestan un 33% menos de madera, menos maravillas.

- Mongoles: Tienen el Poder de las Hordas, la construcción de unidades a caballo es un 10% más rápida y barata; por cada 1% de tierra controlada, obtienes +1 de comida en tu comercio alimenticio. Las actualizaciones de la industria del metal (mejorar para unidades de artillería), son gratuitas y tiene -50% daño en territorio enemigo por desgaste. Tiene desde la Era Clásica caballería a distancia especial.

- Nubios: Tienen el Poder del Comercio. Los comerciantes recogen un 50% de recursos básicos. Verás los recursos raros en tu territorio. Límite de caravanas en +1. Comienzas con un mercado y siempre puedes comerciar con recursos con una bonificación de +20/-20 en los precios.

- Romanos: Los romanos, reinaron el mundo por una gran tiempo gracias a los Poderes del César. Su fuerte económico va en la riqueza. Sus ciudades producen +33% de riqueza adicional. Al avanzar a la Edad Clásica y sub-siguientes, por cada actualización de tipo militar, obtienen al construir un cuartel tropas pesadas extras gratis (un máximo de 3 infanterías pesadas). Su fuerte militar son la construcción de Torres y Fuertes (un 20% más baratos y rápidos de construir, además los fuertes aumentan +3 las fronteras adicionalmente); además de la infantería pesada, Las Legiones, la más fuerte de su tipo en el juego.

- Rusos: Tiene el Poder de la Patria. Se incrementa un 100% el desgaste sufrido por el enemigo en su territorio debido al invierno ruso. Las mejoras por daño de desgaste son gratis. Incrementa un 25% el daño de la caballería en unidades de artillería y suministros lo que los hace una buen nación defensiva. Los espías son un 50% más baratos y permanecen ocultos después de usar una habilidad especial. Poseen la infantería de choque, y de pliegue la guardia roja que son más baratos y tienen mayor cadencia de disparo que las infantería general, lanzacohetes y los cohetes Katiusha. Junto con los Estados Unidos son una de las civilizaciones con las que se puede completar la Guerra Fría (siendo la Unión Soviética)

- Turcos: Tienen el Poder del Asedio. Todas las unidades de asedio, artillería y bombardeo tienen +3 en campo visual y +3 en alcance. Recibes 2 unidades de asedio gratis con cada nueva fábrica o fábrica de armas de asedio. Los ciudadanos son un 33% más baratos. Las ciudades se adaptan un 200% más rápido. Mejorar las unidades de asedio es gratis. La investigación militar en biblioteca es un 33% más barata.

## Thrones & Patriots
- Lakotas: Nativos que vivieron en las llanuras norteamericanas, pueblos que intentaron defenderse y resistir de las invasiones de las recién creadas comunidades estadounidenses. Tienen el Poder de las Llanuras. La caballería ligera y los jinetes arqueros mejoran gratis, no construyen granjas pero obtienen comida por los aldeanos, exploradores y caballería. Construyen sus edificios en cualquier lugar sin conquistar.

- Iroqueses: Fue una asociación de nativos norteamericanos, como tal posee un gran número de beneficios a causa de las diferentes tribus que la conforman. Tienen el Poder de la Nación. En territorio aliado, las unidades que no estén atacando pueden curarse y permanecen ocultas. Los exploradores obtienen gratis sus mejoras y permanecen siempre ocultos, aún si se están moviendo. Los leñadores obtienen +3 de comida.

- Neerlandeses: Luego de su independencia del imperio español en el siglo XVI, se alzan como una nación de gran poderío económico y expertos en la exploración, llegando a tener numerosas colonias en diferentes continentes. Al poseer el Poder del Comercio, las caravanas, mercaderes y también las carretas de suministros pueden defenderse de atacantes, y así proteger las riquezas. Su primera mejora comercial es gratis y después obtienen descuentos. Comienzan con un mercado y 2 mercantes gratis. Además de las unidades antes nombradas poseen poderosos barcos.

- Americanos: Tienen el Poder de la innovación. Al ser una nación de gran importancia económica y desarrollo tecnológico, los estadounidenses pueden construir de manera instantánea su primera maravilla y además los gobiernos son gratis. Tiene además algunos beneficios con los aviones y el petróleo y pueden obtener recursos extras. Poseen a infantería especial desde el Siglo de las Luces hasta la última edad, los Marines y son una de las dos civilizaciones con las que se puede disputar la campaña de la Guerra Fría.

- Persas: Una de las más grandes y duraderas civilizaciones del mundo antiguo, tenía vastos territorios y un gran ejército que le permitió conquistar numerosos pueblos y mantenerse por varios siglos. Tienen el Poder de la Ceremonia. Pueden tener una segunda capital, la investigación cívica es más barata, las mejoras en impuestos son gratis y siempre tienen el número máximo de caravanas. Del principio obtienen una bonificación en comida y pueden entrenar elefantes e inmortales (remplazando estos últimos a la infantería pesada común).

- Indios: Nación con la democracia moderna más grande del mundo. Tienen el Poder de la Majestuosidad. Sus edificios no aumentan de costo (excepto ciudades y maravillas) mientras que las fortificaciones aumentan solo la mitad. El radio económico para sus ciudades es mayor y las mejoras para los elefantes (unidad única india y persa) son gratis.

## Rise Of Nations: Extended Edition (2014)
Microsoft anunció el 30 de mayo de 2014 el lanzamiento del juego de estrategia en tiempo real Rise of Nations: Extended Edition posteriormente para que este fuese lanzado al mercado en el mes de junio a través de la plataforma virtual Steam. 
Básicamente es una "Remasterización"  del juego donde se agregan diversas mejoras. En esta nueva edición se incluyen::
- Rise of Nations
- Rise of Nations: Thrones and Patriots
- Efectos visuales mejorados
- Calidad del agua mejorada
- Texturas mejoradas
- Pantalla completa "anti-aliasing" (suavizado de bordes)
- Integración completa con Steamworks (sistema de modificaciones)
- Multijugador mejorado con partidas mediante rangos (ELO)
- Logros
- Cromos intercambiables
- Guardado en la nube
- Integración con la plataforma de vídeos Twitch